# Non Stop Dancing '65 (28 Hits Für Ihre Party)
Non Stop Dancing '65 (28 Hits Für Ihre Party) é um álbum da série Non Stop Dancing por James Last, lançado em 1965. 
O LP inclui regravações de músicas famosas e composições autorais como: "Shake Hands", "Downtown", Clap Hands, Don't Ha, Ha e outras.

## "Non Stop Dancing"
Esse foi o primeiro lançamento da série "Non Stop Dancing".  A coletânea foi um sucesso e acabou em 1985, com o LP "Non Stop Dancing '85".

## Faixas
| Nome                           |
| ------------------------------ |
| Don't Ha, Ha                   |
| Shake Hands                    |
| Can't Buy Me Love              |
| Skinny Minnie                  |
| Do Wah Diddy, Diddy            |
| Clap Hands                     |
| Pretty Woman                   |
| Das Ist Die Frage Aller Fragen |
| Eight Days A Week              |
| Kiddy, Kiddy, Kiss Me          |
| Good Bye, Good Bye, Good Bye   |
| My Boy Lollipop                |
| Zwei Mädchen Aus Germany       |
| Tennessee Waltz                |
| Memphis Tennessee              |
| A Hard Day's Night             |
| I Feel Fine                    |
| No Reply                       |
| Kiss And Shake                 |
| Downtown                       |
| Cinderella Baby                |
| Wer Kann Das Schon?            |
| Das War Mein Schönster Tanz    |
| Rag Doll                       |
| Melancholie                    |
| I Want To Hold Your Hand       |
| Sie Liebt Dich                 |
| I Should Have Known Better     |

## Lançamentos
O lançamento do Canadá incluiu o título "Party Dancing (Non Stop) Vol. 1" e uma capa diferente. 

## Parada de Sucesso
O álbum ficou em 35° lugar no Official Charts em 1967. 
1. ↑  «James Last - Non Stop Dancing '65 (28 Hits Für Ihre Party)». Discogs. Consultado em 23 de outubro de 2016
2. ↑  «James Last - Visual Discography of Non Stop Dancing». www.grandorchestras.com. Consultado em 23 de outubro de 2016
3. ↑  «James Last - Party Dancing (Non Stop) Vol. 1». Discogs. Consultado em 23 de outubro de 2016
4. ↑  «non-stop+dancing full Official Chart History Official Charts Company». Consultado em 23 de outubro de 2016